# Grelos

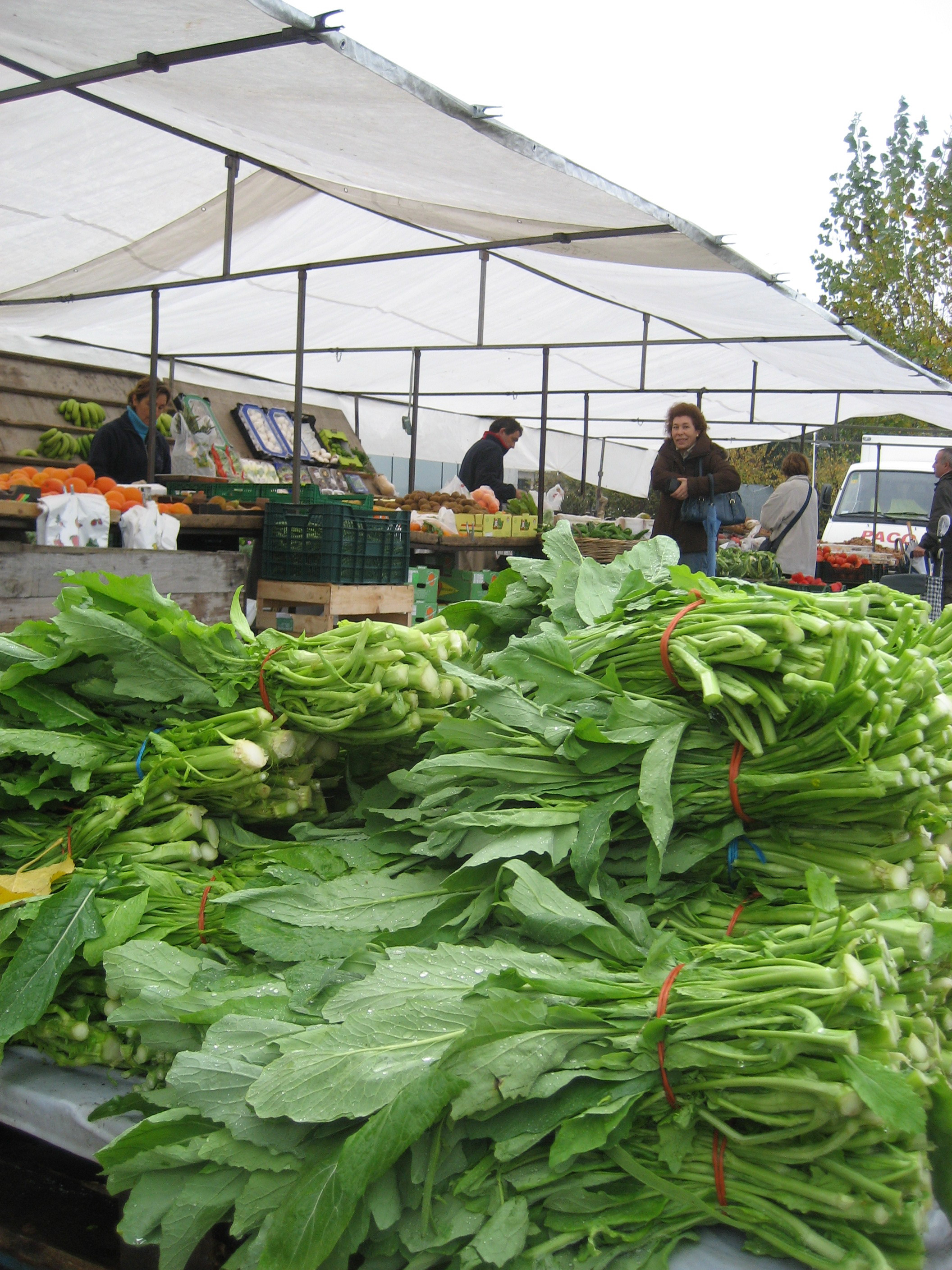
Grelos, fulles tendres de Brassica rapa, al mercat a Galícia

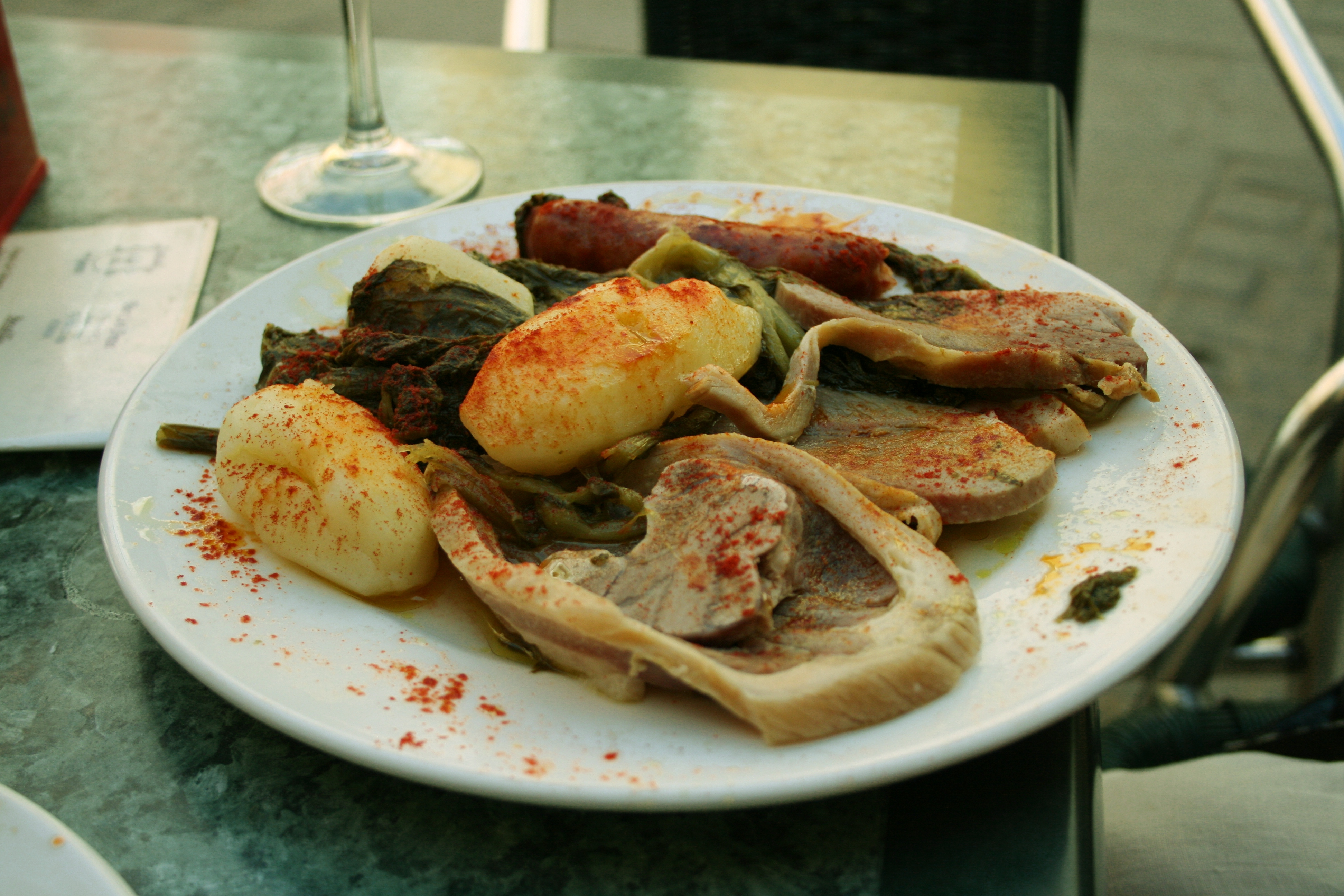
Lacón con Grelos, especialitat de la cuina de Galícia

Els grelos o rapini, també coneguts com a broccoli rab (raap o raab), broccoletti, broccoli di rape, cime di rapa, rappi o friarielli (a Nàpols) són una verdura consumida a la gastronomia de Galícia, de Portugal i d'Itàlia. Una verdura gairebé idèntica, el kai lan (芥蘭) forma part de la cuina xinesa.

## Característiques
Aquesta planta és membre de la família Brassicaceae, de taxonomia difícil. Normalment els grelos es classifiquen científicament com Brassica rapa subsp. rapa, dins de la mateixa subespècie que el nap, però hi ha altres designacions, com Brassica rapa ruvo, Brassica rapa rapifera, Brassica ruvo i Brassica campestris ruvo.
A Galícia les fulles verdes amb flors de la planta del nap es tallen quan són tendres i s'anomenen grelos. Tenen un gust molt agradable, lleugerament amarg i picant.
Bullits, els grelos es fan servir per a preparar el caldo gallec. Guisats amb "lacon", un producte derivat del porc, els grelos serveixen per preparar el lacón con grelos. Aquest és un dels plats estel·lars de la cuina gallega i es menja preferentment durant l'època del carnaval.